# Aboubakr Lbida
Aboubakr Al-Seddik Al-Lbida (* 26. Januar 1980 in Hay Hassani, Grand Casablanca) ist ein marokkanischer Amateurboxer und Olympiateilnehmer von 2012 im Bantamgewicht.

## Karriere
2005 gewann er die Afrikanischen Meisterschaften der Zone 1 und war daraufhin für die Gesamtafrikanischen Meisterschaften in Marokko qualifiziert, wo er die Silbermedaille gewann. Zudem erkämpfte er noch eine Bronzemedaille bei den Mittelmeerspielen 2005 in Spanien.
2007 erreichte er jeweils einen dritten Platz bei den Arabischen Meisterschaften in Tunesien und den Arabischen Militärmeisterschaften in Algerien. Einen weiteren dritten Platz machte er bei den Afrikanischen Meisterschaften 2009 in Mauritius.
2011 gewann er die Arabischen Spiele in Katar und erreichte bei den Arabischen Meisterschaften desselben Jahres den zweiten Platz. Nach einem dritten Rang beim olympischen Testturnier in England 2011 startete er bei der Afrikanischen Olympiaqualifikation in Casablanca. Dort gewann er die Goldmedaille mit Siegen gegen Martin Aluoch aus Kenia, Jonas Matheus aus Namibia, Romeo Lemboumba aus Gabun und Isaac Dogboe aus Ghana. Bei den anschließenden Olympischen Spielen 2012 in London verlor er jedoch noch im ersten Kampf knapp mit 16:16+ gegen den Australier Ibrahim Balla.